# Пасињано сул Тразимено
Пасињано сул Тразимено (итал. Passignano sul Trasimeno) је насеље у Италији у округу Перуђа, региону Умбрија.
Према процени из 2011. у насељу је живело 4464 становника. Насеље се налази на надморској висини од 272 м.

## Становништво
Према резултатима пописа становништва 2011. у општини је живело 5.522 становника.
| 1931. | 1936. | 1951. | 1961. | 1971. | 1981. | 1991. | 2001. | 2011. |
| ----- | ----- | ----- | ----- | ----- | ----- | ----- | ----- | ----- |
| 4.794 | 4.970 | 5.575 | 4.585 | 4.176 | 4.515 | 4.773 | 5.059 | 5.522 |

## Партнерски градови
- Елтвиле на Рајни